# Gustaf Cronhielm (militär)
Gustaf Cronhielm af Flosta, född 22 oktober 1741 i Stockholm, död 8 februari 1793 på överstebostället i Slädene, Slädene socken, var en svensk greve och militär.

## Biografi
Gustaf Cronhielm var son till landshövdingen och generallöjtnanten Johan Cronhielm och hovfröken Sigrid Bonde af Björnö. Han blev antagen till krigstjänst 1750, sergeant vid garnisonsregementet i Stralsund 1754, student vid Uppsala universitet 1755. Cronhielm blev fänrik vid Cronhielmska regementet 1757, fänrik vid Livgardet 1758, löjtnant där 1763, kapten 1772 och överstelöjtnant samma år. Han deltog 1760 och 1761 i Pommerska kriget. Cronhielm blev 1774 kavaljer hos hertig Carl, överstelöjtnant vid Skaraborgs regemente 1778 och överste i armén 1782. Han var överste och chef för Västgöta-Dals regemente 1785–1793, och befordrades 1792 till generalmajor. Cronhielm deltog även i Gustav III:s ryska krig.
Gustaf Cronhielm blev riddare av Svärdsorden 1779

### Familj
Cronhielm gifte sig 17 februari 1784 på Ekenäs slott i Örtomta socken med sin systers svägerska, friherrinnan Ebba Margareta Banér (1746–1822), dotter till kammarherren friherre Johan Mauritz Banér och friherrinnan Hedvig Ulrika Catharina Ribbing af Zernava.